# Gmina Fabius (Iowa)

Położenie Gminy Fabius w hrabstwie Davis

Gmina Fabius (ang. Fabius Township) – gmina w USA, w stanie Iowa, w hrabstwie Davis. Według danych z 2000 roku gmina miała 169 mieszkańców, a jej powierzchnia wynosi 92,85 km².